# Oberschwarzenbach (Obertaufkirchen)
Oberschwarzenbach ist ein Ortsteil in der Gemeinde Obertaufkirchen im oberbayerischen Landkreis Mühldorf am Inn.

## Lage
Oberschwarzenbach liegt 5 km südsüdwestlich von Obertaufkirchen, 1 km nordöstlich von Oberornau und 4 km südwestlich der Autobahnausfahrt 16 (Schwindegg) der Bundesautobahn A 94 (Entfernung jeweils in Luftlinie) im Isen-Sempt-Hügelland. An der auf 541 m ü. NHN stehenden Einöde fließt der Schwarzenbach genannte Oberlauf des Annabrunner Bachs vorbei, der über den Kagnbach zur Isen entwässert.

## Bevölkerungsentwicklung
In der Nachkriegszeit des Zweiten Weltkriegs lebten 15 Einwohner in Oberschwarzenbach. Im Mai 1987 gab es fünf Einwohner in einem Wohngebäude.
| Jahr      | 1871 | 1925 | 1950 | 1970 | 1987 |
| Einwohner | 12   | 11   | 15   | 4    | 5    |